# Галерија старих мајстора у Дрездену
Галерија старих мајстора у Дрездену је светски чувена збирка сликарства из доба ренесансе и барока. Галерија је део „Државних уметничких збирки Саксоније”. Основали су је саксонске надвојводе и краљеви Пољске Август II Јаки и његов син Август III (династија Ветин) у периоду 1694–1763.
Готфрид Земпер је пројектовао зграду галерије која је изграђена до 1855. године. Она је представљала једно крило палате Цвингер. Палата је потпуно уништена у Другом светском рату. Слике су сачуване у сигурним депоима, првобитно пренете у СССР, а враћене у Дрезден 1956. Галерија је поново отворена за јавност 1960. Стара зграда је реконструисана у периоду од 1988 до1992. године.
На годишњем нивоу галерију посећује више од 500.000 посетилаца.

## Уметници збирки Галерије
У збирци Галерије налазе се главна дела сликара италијанске ренесансе: Рафаела, Ђорђонеа и Тицијана. Такође изузетна дела маниризма и барока, као и дела холандских сликара 17. века, посебно Рембрандта и његових следбеника и дела фламанаца, Рубенса, Јорданса и Ван Дајка. Немачки део је представљен са 58 слика сликара породице Кранах које представљају највећу групу ове саге окупљене у једном музеју.
- Италијански сликари:
  - Андреа Мантења: Света породица
  - Рафаел: Сикстинска Мадона
  - Ђорђоне: Уснула Венера
  - Коређо: Поклон пастира (позната као Ноћ).
  - Тицијан: Почаст Цезару; Мушкарац с палмом; Портрет даме са лепезом.
  - Веронезе: Богородица и породица Кучина
  - Бернардо Белото: посебно његове слике Дрездена.
  - Каналето: Велики канал Венеције
  - Ђовани Батиста Тијеполо: Визија Свете Ане
  - Розалба Каријера: Плесачица Барбарина Кампани
- Холандски сликари:
  - Рембрандт: Портрет Саскије; Отмица Ганимеда
  - Франс Халс: Портрет мушкарца
  - Виљем Клас Хеда: Мртва природа са питом од купине
  - Вермер: Проводађисање (Вермер) ; Девојка чита писмо
- Немачки сликари:
  - Албрехт Дирер: Портрет младића
  - Каспар Давид Фридрих: Крст са планине/Олтарна слика
  - Лука Кранах Старији: Олтарна слика Свете Катарине
  - Ханс Холбајн Млађи: Портрет господина де Мореа
- Фламански сликари:
  - Јан ван Ајк: Триптих Богородице, Светог Михајла и Свете Катарине
  - Питер Паул Рубенс: Лов на дивље свиње; Меркур и Аргос
  - Јакоб Јорданс: Христови блиски пријатељи поред гробнице
  - Антонис ван Дајк: Пијани Силен
- Шпански сликари:
  - Ел Греко: Враћање вида слепцу
  - Хосе де Рибера: Диоген
  - Хуан Баутиста Маино: Васкрсење Христоса
  - Бартоломеo Муриљо: Богородица с дететом; Сан Родриго од Кордобе
  - Дијего Веласкез: Портрет Хуана Матеоса
- Француски сликари:
  - Никола Пусен: Краљевство Флоре 
  - Антоан Вато: Празник љубави

## Галерија најпознатијих експоната
- Ђорђоне: Уснула Венера
- Рафаел: Сикстинска Мадона
- Бернардо Белото: Поглед на Дрезден
- Рембрант: Портрет Саскије Ујленбург